# Alloiodites plaumanni
Alloiodites plaumanni är en skalbaggsart som först beskrevs av August Reichensperger 1939.  Alloiodites plaumanni ingår i släktet Alloiodites och familjen stumpbaggar. Inga underarter finns listade i Catalogue of Life.